# Перевозець
Перево́зець — село в Войнилівській громаді Калуського району Івано-Франківської області України.

## Історія
Дату заснування села неможливо встановити через відсутність писемних документів тої сивої давнини. Перевозець належить до найдавніших сіл Галичини, родючі землі якої здавна були заселені слов'янським населенням і яка в VI ст. стала джерелом його розселення на Балкани. В ІХ ст. Галичина була охрещена Кирилом і Мефодієм, а в 981 р. внаслідок військового походу київського князя Володимира Святославовича включена до складу Русі. Наявні ж документи з XV ст., і в них ми бачимо згадки про село. Дехто безпідставно трактує першу збережену згадку як дату заснування, хоча зміст згадки заперечує таке трактування.
Згадується 15 травня 1469 року в книгах галицького суду. У люстрації 1469 року задокументоване зобов'язання сплати Годовським 50 марок за село Перевозець.
У 1880 році було 107 будинків і 601 мешканець у селі та 5 будинків і 29 мешканців у панському дворі (598 греко-католиків, 13 римо-католиків, 19 юдеїв; 602 українці, 28 поляків), місцева греко-католицька парафія, церква, філія школи.
Австрійська армія конфіскувала в серпні 1916 р. у перевозецькій церкві 5 дзвонів діаметром 150, 40, 45, 36, 35 см, виготовлених у 1865 рр. Після війни польська влада отримала від Австрії компенсацію за дзвони, але громаді села грошей не перерахувала.
У 1939 році в селі проживало 980 мешканців (950 українців-грекокатоликів, 10 українців-римокатоликів, 10 поляків і 10 євреїв).
Після приєднання Західної України до СРСР село включене 17 січня 1940 р. до новоутвореного Войнилівського району. 19 травня 1959 р. Войнилівський райвиконком ліквідував Перевозецьку сільраду з приєднанням до Слобідської сільради.
У 1967 році в селі відкрито пам'ятник Т. Г. Шевченку.
11 жовтня 2015 року освячена новозбудована церква парафії Апостола і Євангелиста Іоана Богослова УПЦ КП.

## Соціальна сфера
- Церква св. Іоана Богослова (храмове свято) збудована 1829 року, перебудована 1904 року, бо згоріла; але простояла тільки 103 роки і згоріла в 2007 р.[7]
- Народний дім.
- Школа І-ІІ ст[8] на 180 учнівських місць.[9][10][11]
- 301 двір, 1065 мешканців.

Село газифіковане.

## Вулиці
У селі є вулиці:
- Богдана Хмельницького
- Василя Стуса
- Зелена
- Івана Франка
- Івасюка
- Лесі Українки
- Михайла Грушевського
- Молодіжна
- Набережна
- Незалежності
- Тараса Шевченка
- Тиха
- Церковна
- Окружна

## Відомі люди

### Народилися
- Паліїв Дмитро (1896–1944) — політичний і військовий діяч, один з організаторів повстання у Львові 1 листопада 1918 р. У 1920 р.- один із засновників УВО. Співзасновник Української Партії Національної Роботи. Член ЦК УНДО, посол до польського сейму, в'язень польських таборів.[14]
- Андрухів Ігор Олексійович (4.01.1957 — 11.12. 2011) — народився у сім'ї Олекси та Ганни Андрухів. Доктор історичних наук, кандидат педагогічних наук, професор, за фахом історик, полковник міліції. Закінчив Історичний факультет Педагогічного існтитуту ім. В. Стефаника в 1984 р. У 1984—1991 роках працював у Тисменецькій СШ та першим секретарем Тисменецького РК КПУ. Автор багатьох праць з проблем історії Галичини, освіти, виховання, християнської етики. Лауреат премій ім. М.Островського, М.Стельмаховича, Р.Федоріва, нагороджений відзнаками МВС I—II ступенів «За розвиток науки, техніки та освіти».

### Померли
- Навроцька Ісидора — українська письменниця.

## Фото

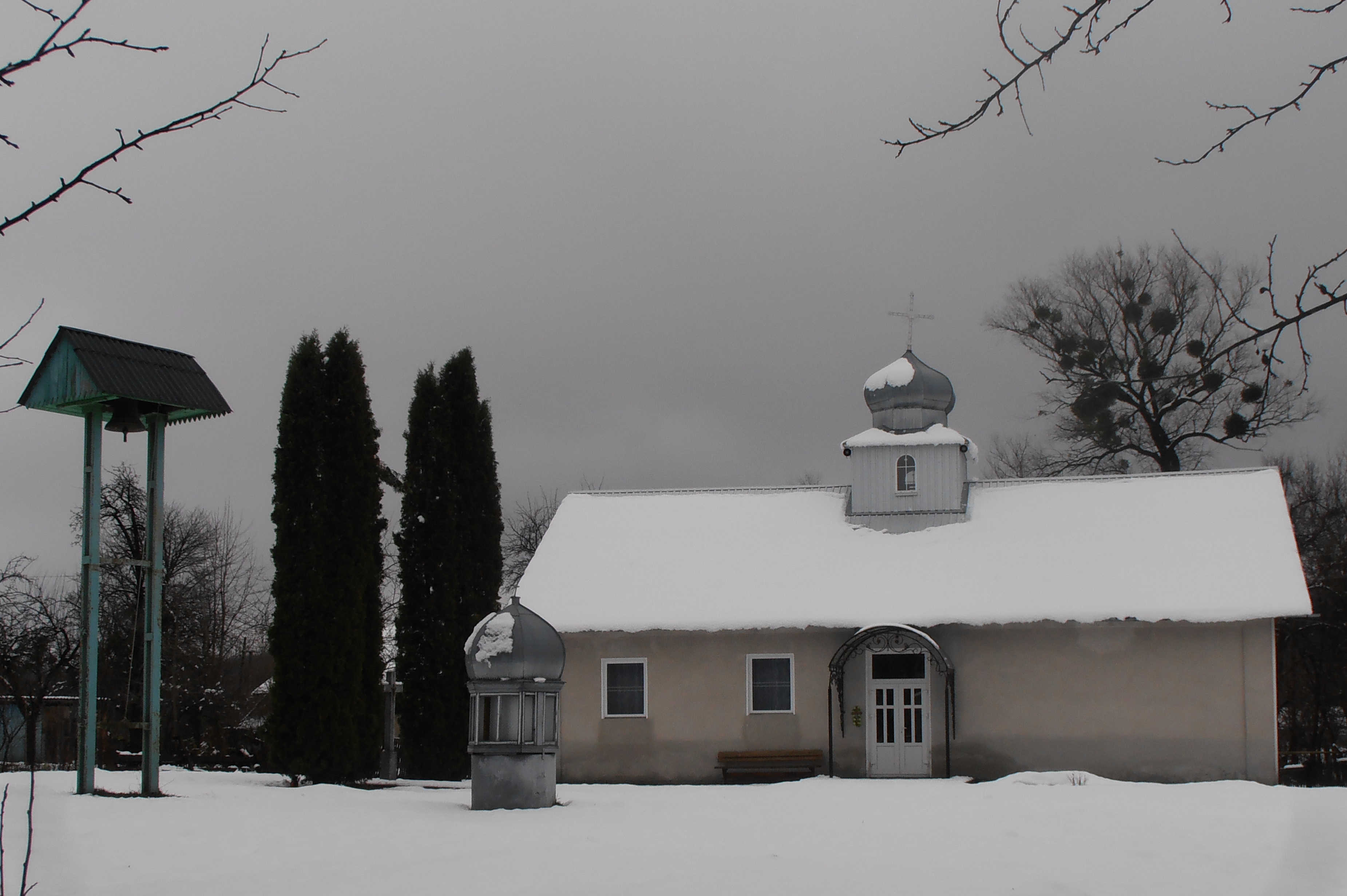
Греко-католицька церква
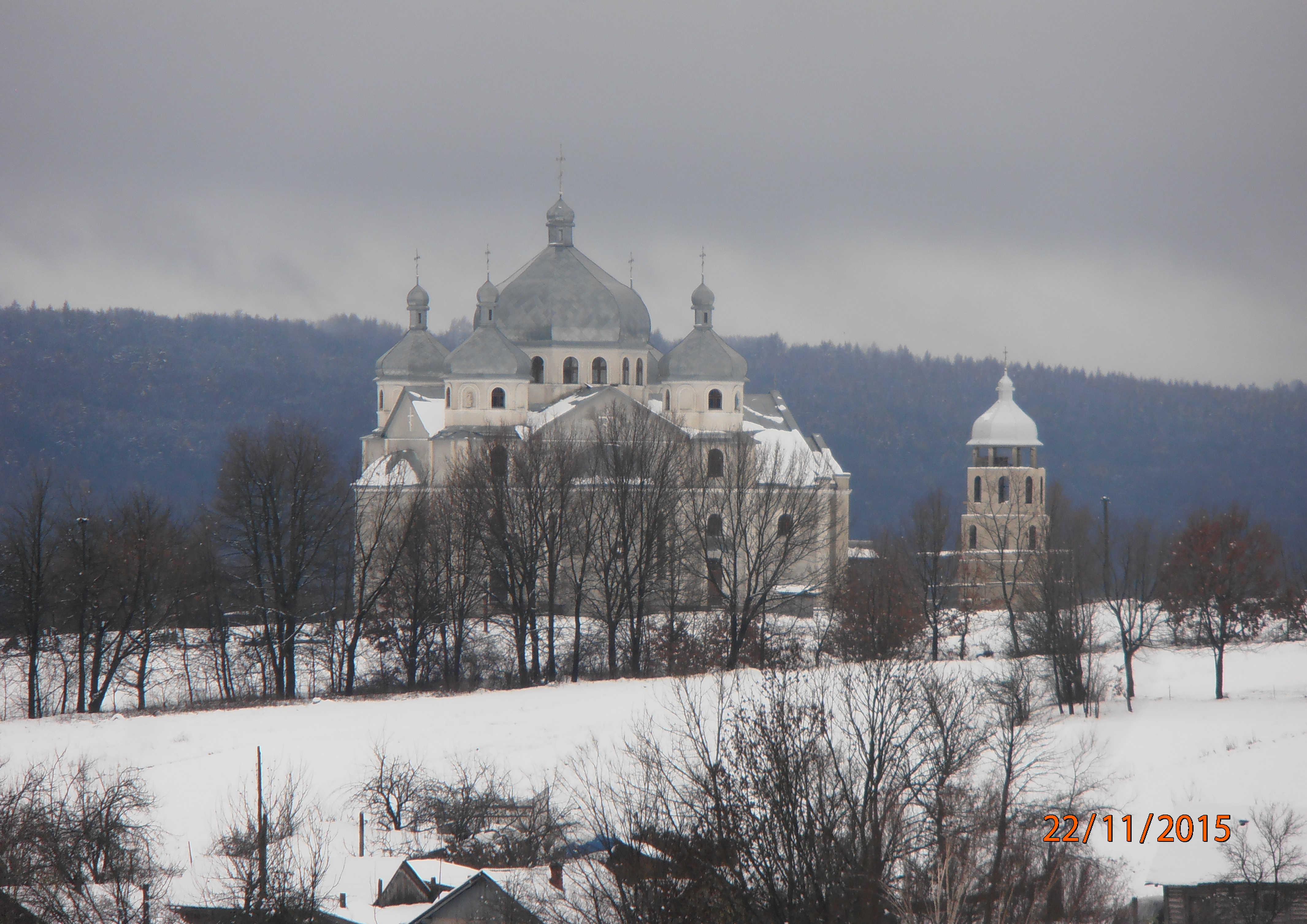
Православна церква
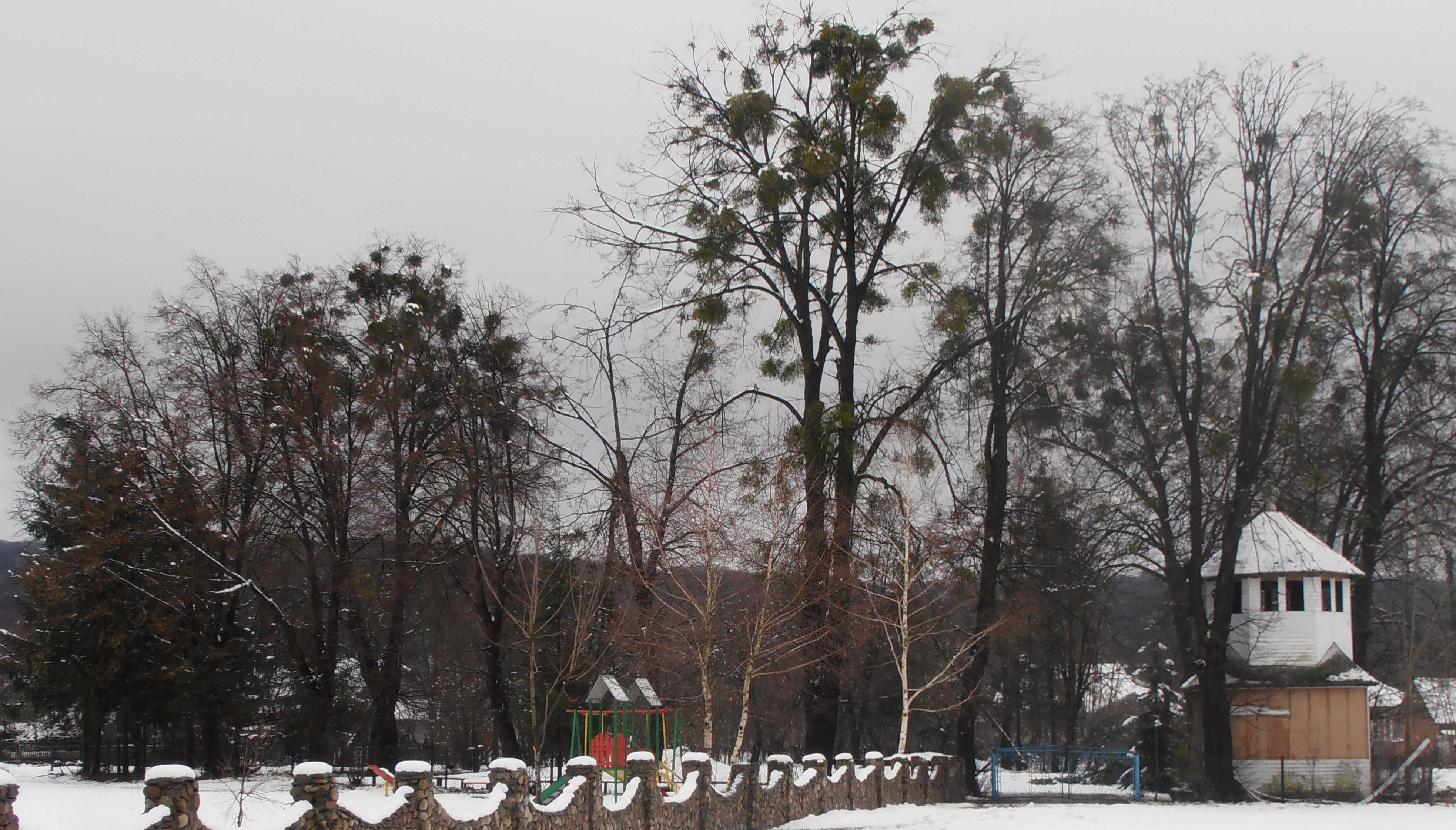
Церквище
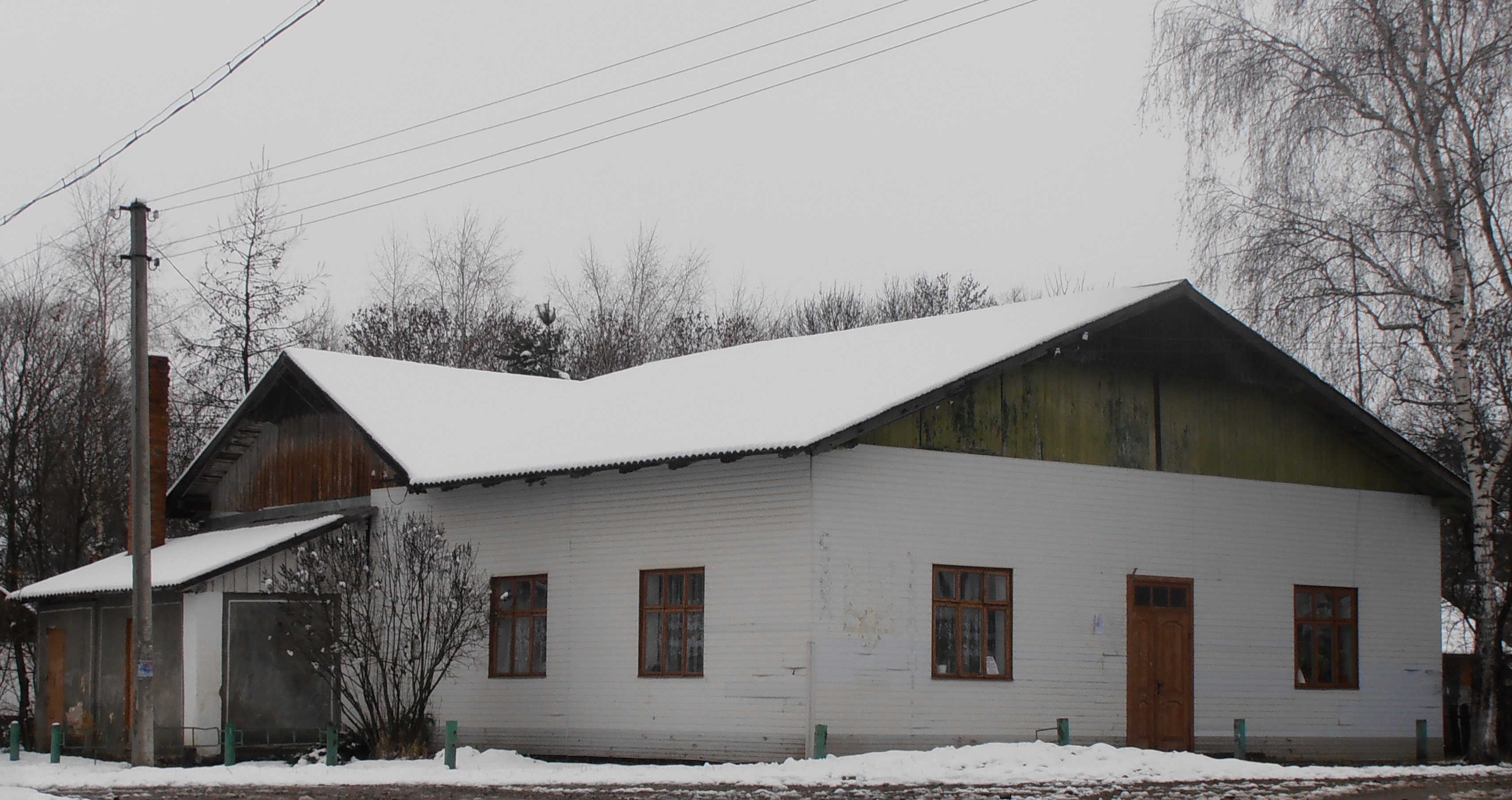
Народний дім
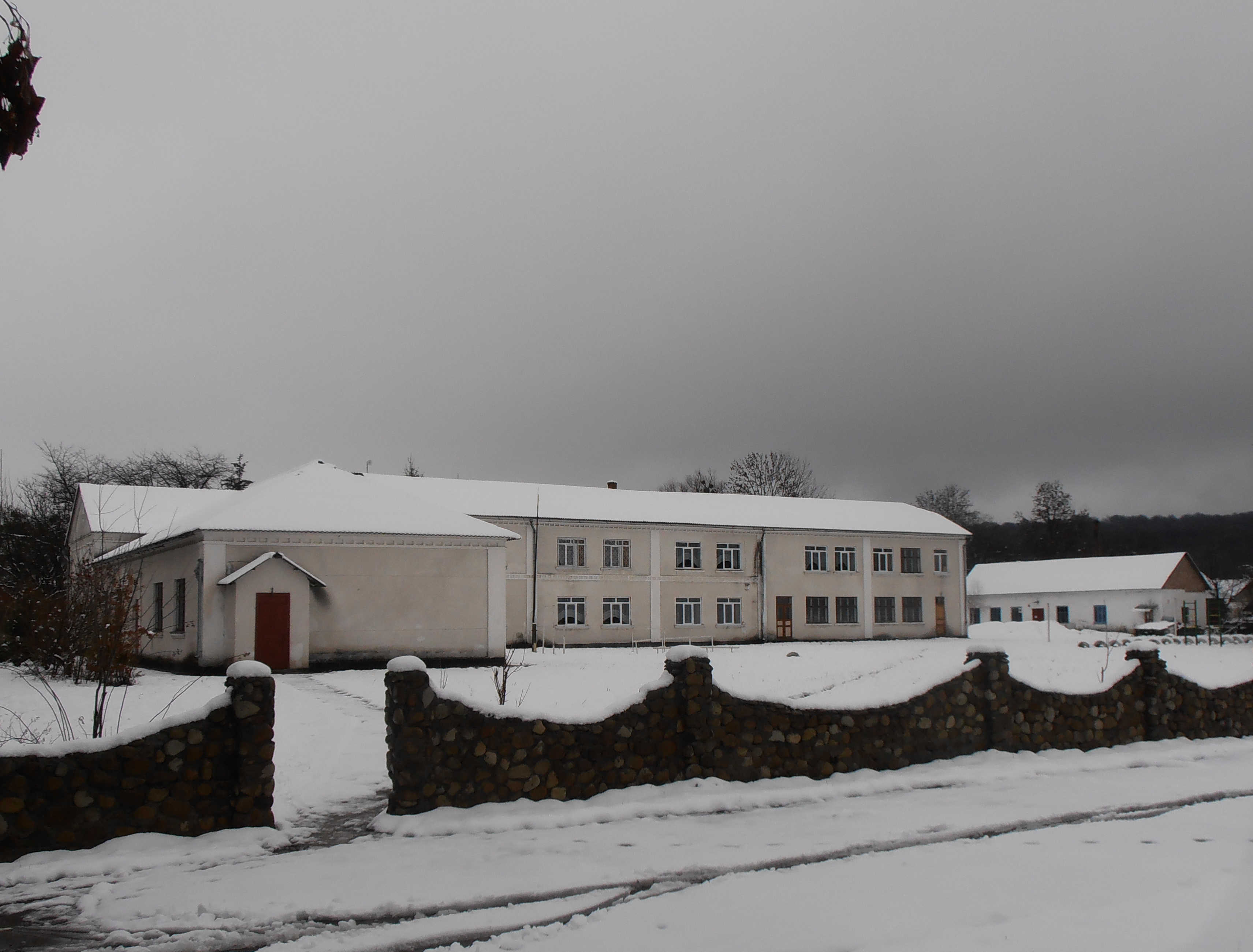
Школа
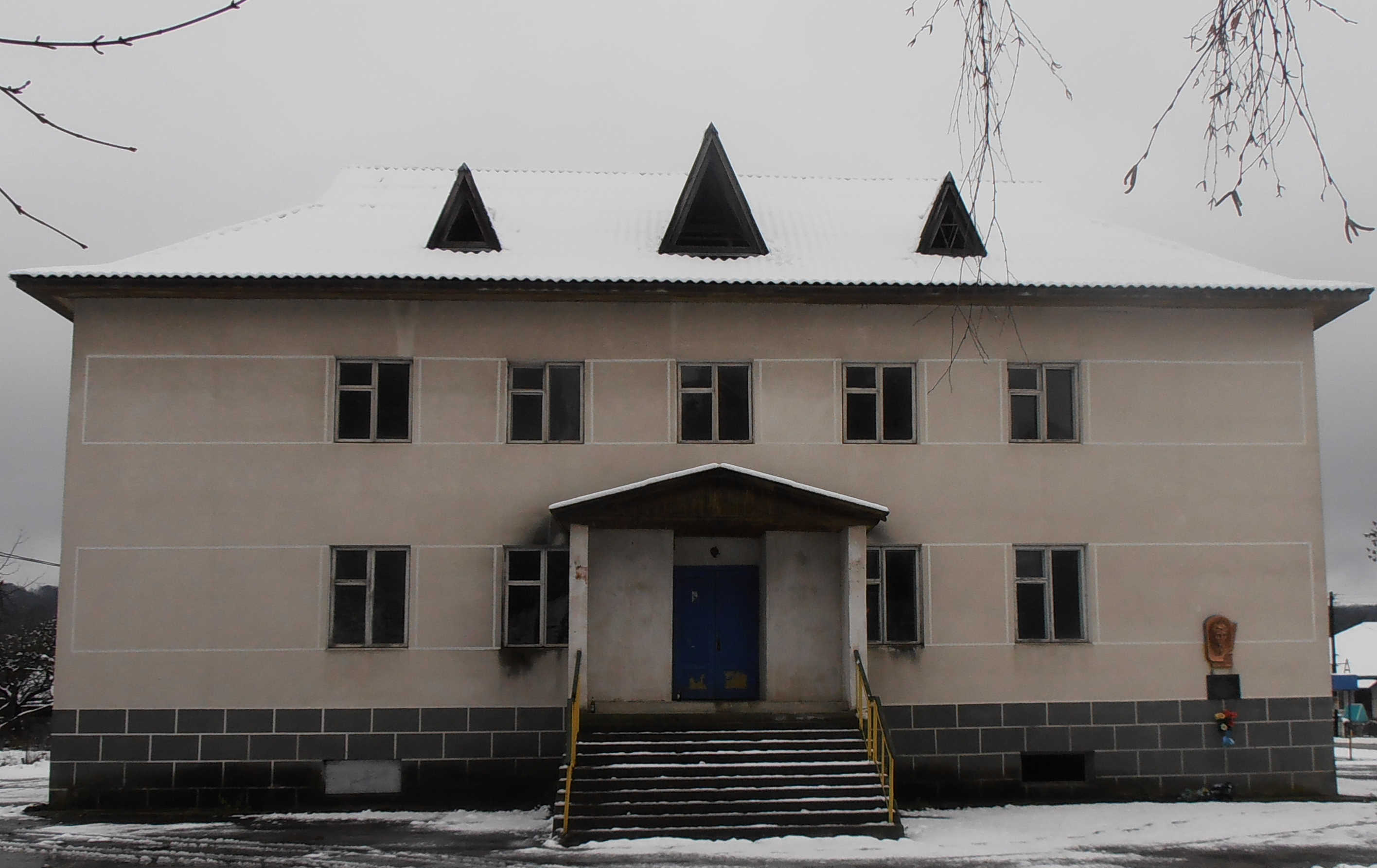
Сільрада
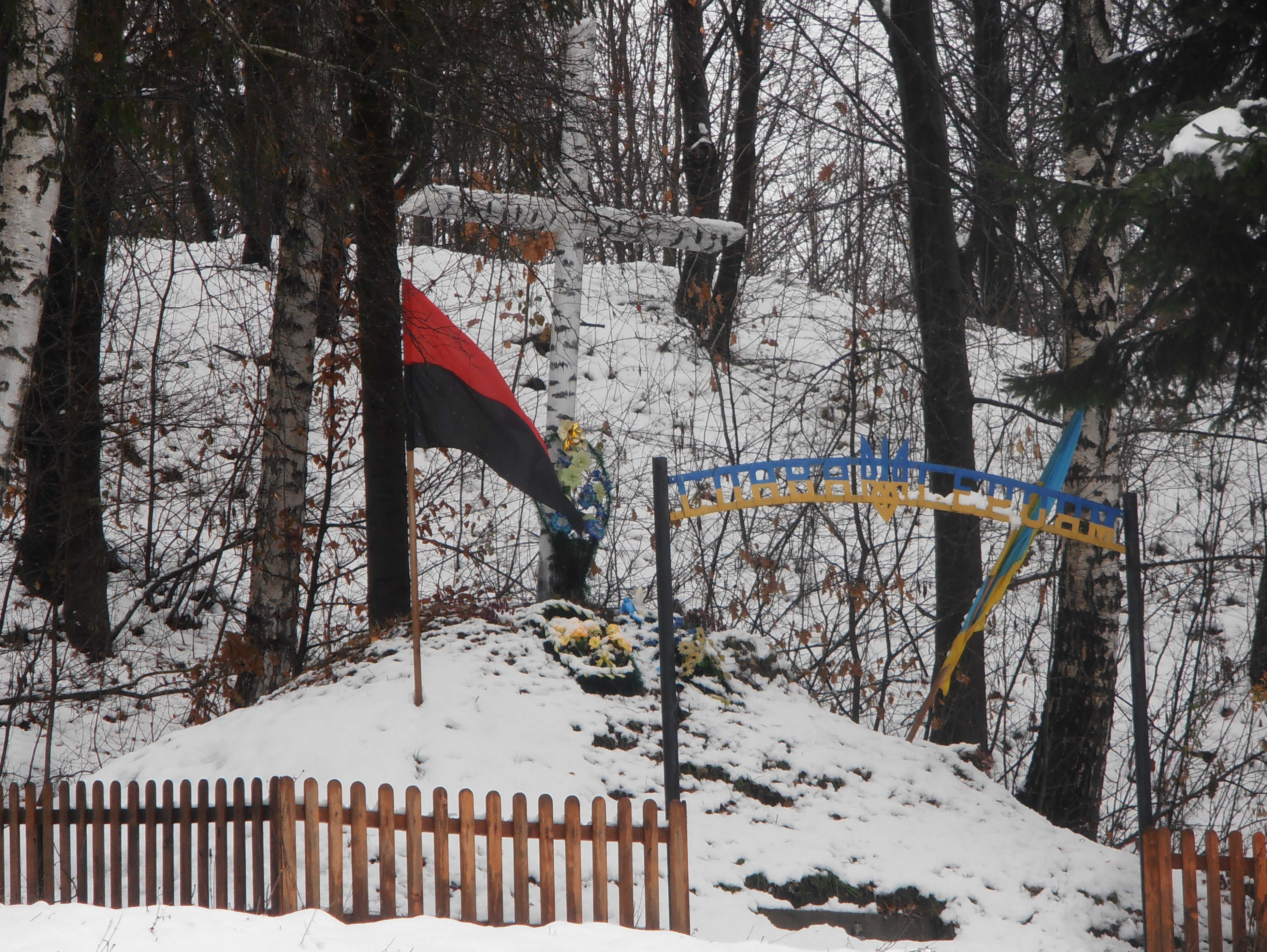
Могила борцям за волю України
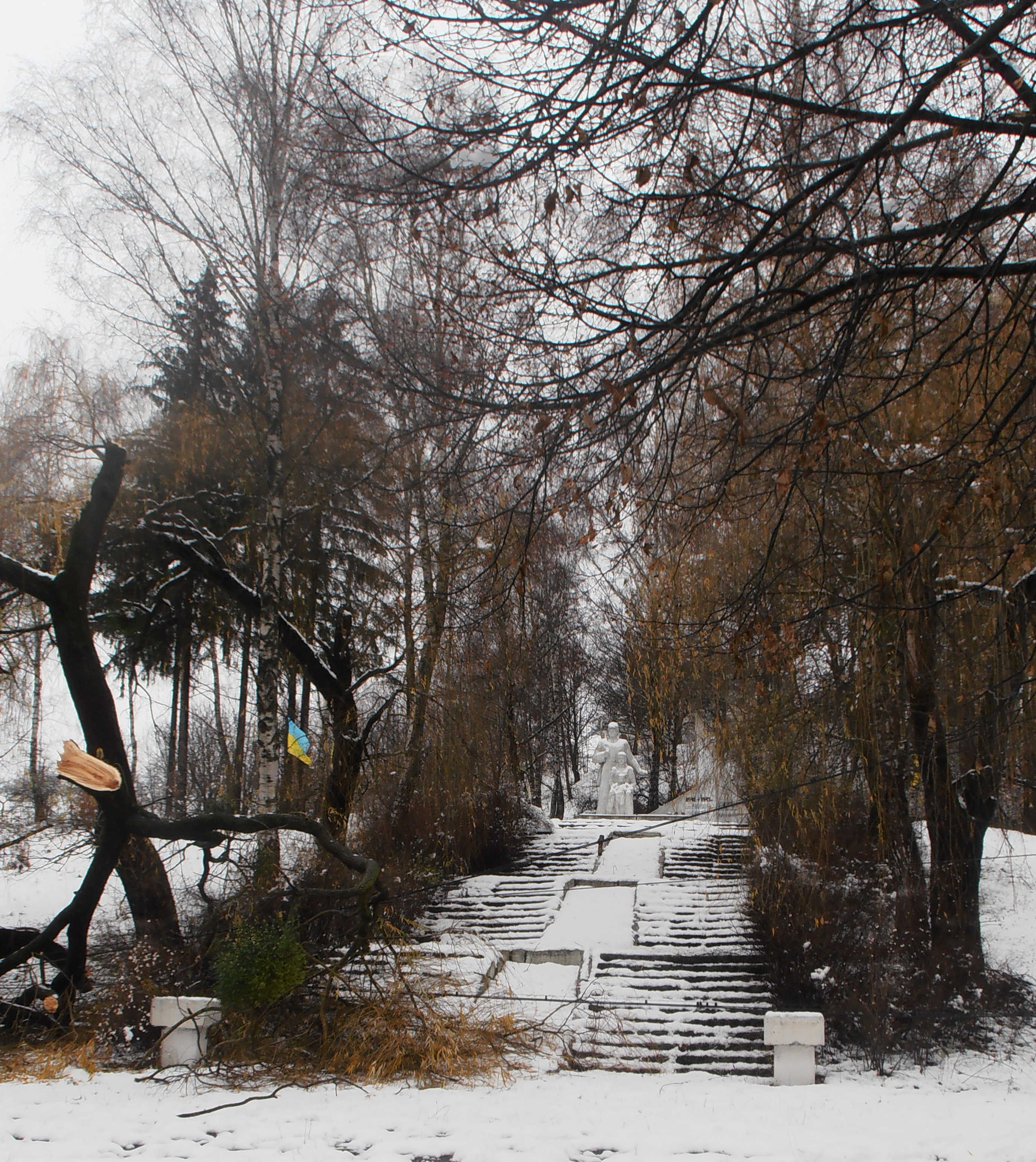
Пам'ятник радянським солдатам